# Cônsul (diplomacia)

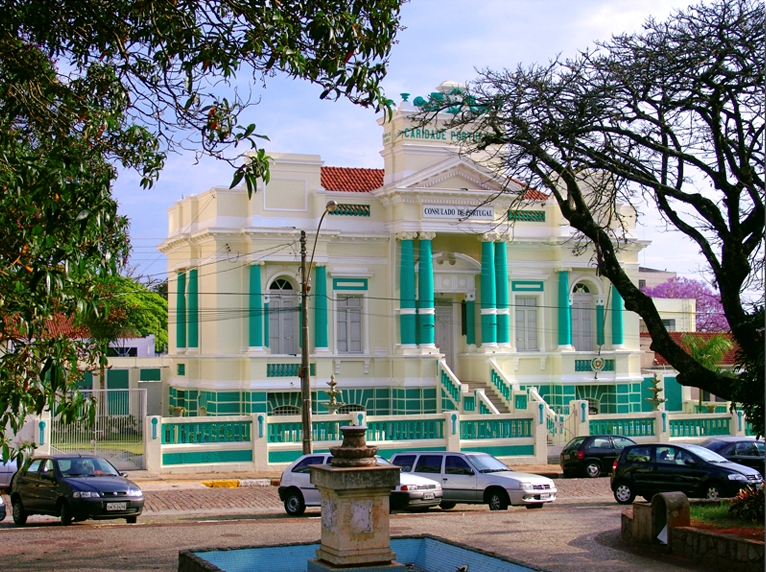
Consulado de Portugal em Botucatu

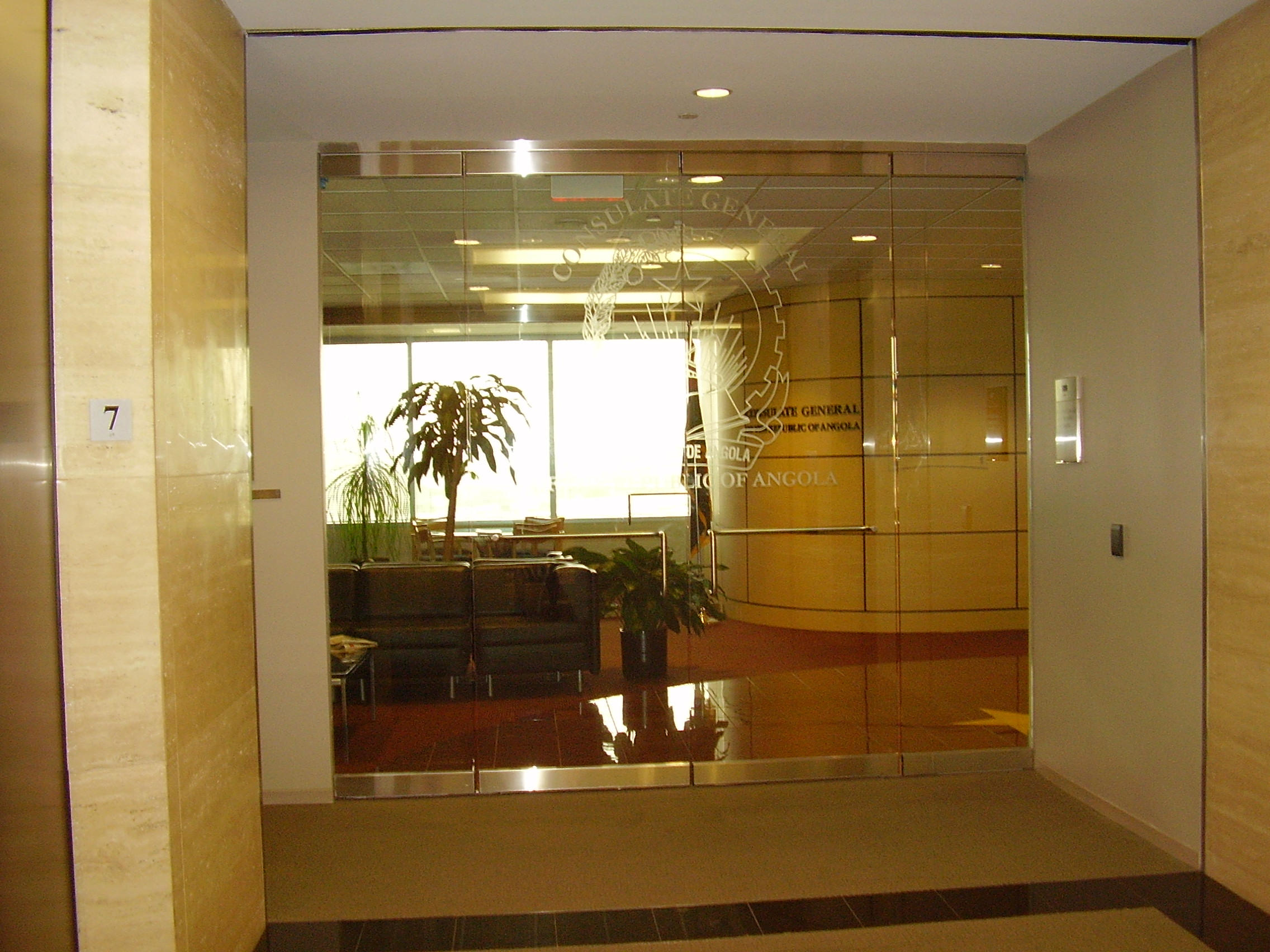
Consulado-Geral de Angola em Houston

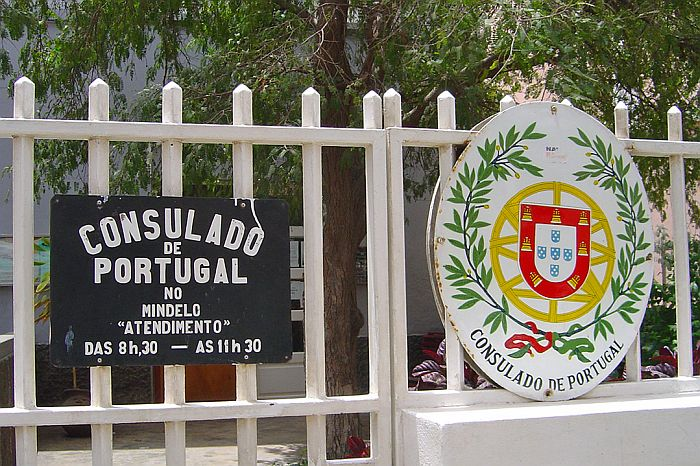
Consulado de Portugal no Mindelo, Cabo Verde

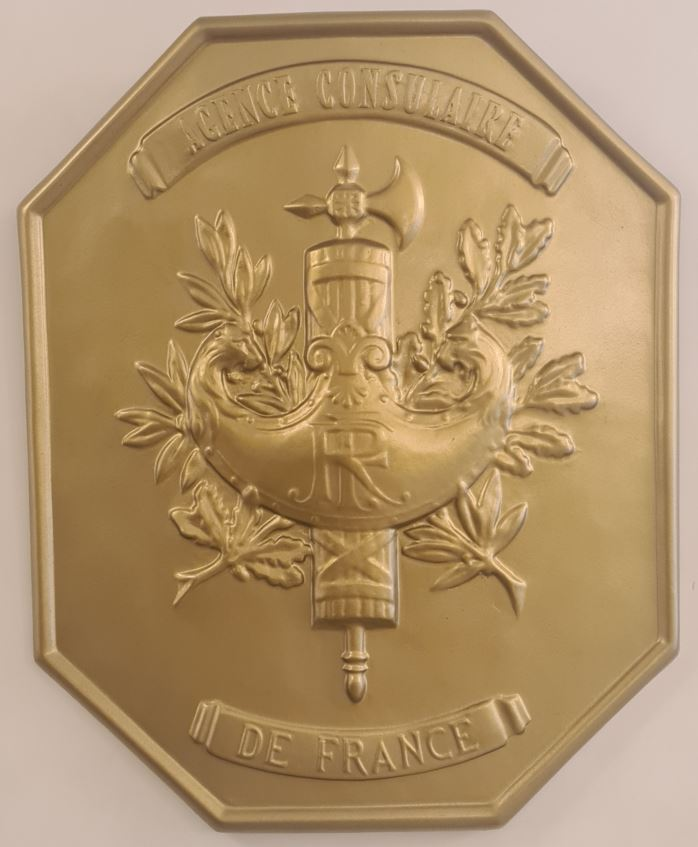
Insígnia do consulado honorário de França em Weimar, Alemanha

Modernamente, recebe o título de cônsul o funcionário de um Estado responsável, em país estrangeiro, pela proteção dos interesses dos indivíduos e empresas que sejam nacionais daquele Estado. Diferentemente do diplomata, que é o funcionário encarregado de representar o seu Estado perante um país estrangeiro ou organismo internacional, o cônsul não tem função de representação política junto às autoridades centrais do país onde reside, mas atua na órbita dos interesses privados dos seus compatriotas. As relações consulares são consideradas independentes das relações diplomáticas, de modo que a ruptura destas últimas não acarreta, necessariamente, o fim do relacionamento consular.
O papel do cônsul é regulado, no plano internacional, pela Convenção de Viena sobre Relações Consulares, de 1963.
Diversos países (inclusive o Brasil) unificam numa única carreira do Serviço Exterior as funções do diplomata e do cônsul; é a função desempenhada pelo funcionário em dado momento (diplomática ou consular) que determinará qual Convenção (sobre relações diplomáticas ou sobre relações consulares) e qual regime de privilégios e imunidades lhe são aplicáveis.

## História
Os antecedentes históricos da figura dos cônsules remontam à Grécia Antiga, onde atuavam os próxenos, escolhidos por uma cidade grega dentre os residentes no exterior (mesmo estrangeiros) para representá-la, e os prostates, selecionados pelos estrangeiros residentes numa cidade grega para representá-los perante o governo local.
Em Roma, o pretor peregrino era responsável por julgar os litígios entre estrangeiros livres (peregrini) e entre estes e os romanos. O pretor peregrino aplicava às relações que envolviam estrangeiros o chamado ius gentium.
Na Idade Média, as corporações de ofício mantinham juízes - chamados "cônsules" - para solucionar os litígios entre seus membros ou entre estes e os estrangeiros. Com o advento das Cruzadas e a ida de comerciantes europeus para o Oriente, as corporações estabeleceram-se na Palestina e no Egito. Selecionados pelos próprios comerciantes, os cônsules aplicavam no exterior o seu direito nacional às controvérsias que lhes eram trazidas.
Posteriormente, os cônsules passaram a ser funcionários nomeados pelos seus Estados (século XVI) e perderam a prerrogativa de julgar (século XVII).
Ao longo da história, o instituto foi regido por regras consuetudinárias. Em 1928 celebrou-se em Havana uma convenção interamericana sobre agentes consulares. Em 1963, a Convenção de Viena sobre Relações Consulares passou a reger o tema no plano internacional, embora diversos outros tratados bilaterais e leis internas também o regulem.

## Níveis e funções
As funções consulares são exercidas por Consulados ou por seções consulares de Embaixadas. A depender da importância do posto, o titular de uma repartição consular pode ter um dos seguintes títulos:
- Cônsul-geral: o mais alto cargo consular, geralmente residente nas grandes metrópoles;
- Cônsul;
- Vice-cônsul; e
- Agente consular (Cônsul honorário).

Os vice-cônsules e os agentes consulares exercem suas funções em cidades menores, por vezes sob a jurisdição de um cônsul-geral.
Dentre as diversas funções do cônsul destacam-se as seguintes:
- proteger os interesses dos seus nacionais, quer pessoas naturais, quer pessoas jurídicas;
- promover o comércio entre o seu Estado e o país onde reside;
- expedir documentos de viagem (por exemplo, passaportes) aos seus nacionais e vistos de entrada aos estrangeiros que desejem entrar no território do seu Estado;
- prestar assistência aos seus nacionais;
- atuar como notário e oficial do registo civil, registrando nascimentos, casamentos e óbitos de seus nacionais que residam no país onde o cônsul atua;
- inspecionar os navios e aeronaves de sua nacionalidade.

Para que o chefe de uma repartição consular possa assumir suas funções, o Estado que o envia deve apresentar ao Estado que o recebe a correspondente carta-patente, documento que atesta a qualidade do funcionário e indica sua jurisdição consular e a sede da repartição consular. Após receber a carta-patente, o Estado onde residirá o cônsul emite o exequatur ou beneplácito, um ato oficial escrito que autoriza e reconhece a autoridade consular.
Cada repartição consular atua numa área específica, chamada "jurisdição consular" ou "distrito consular". Um consulado numa cidade de um país estrangeiro pode exercer suas funções em todo ou em parte do território daquele país. Uma repartição consular também pode ser responsável pelo território de mais de um país estrangeiro. Por exemplo, o Consulado-Geral do Brasil em Nova Iorque exerce suas funções nos estados americanos de Nova Iorque, Nova Jersey e Pensilvânia, ademais das ilhas Bermudas. Já a seção consular da Embaixada do Brasil em Islamabade (Paquistão) inclui o próprio Paquistão, o Afeganistão e o Tadjiquistão.

## Privilégios e imunidades
Da mesma forma que os privilégios e imunidades diplomáticos, os privilégios e imunidades consulares não têm por finalidade beneficiar indivíduos, mas sim assegurar o eficaz desempenho das funções das repartições consulares, em nome de seus respectivos Estados.
Regulados pela Convenção de Viena sobre Relações Consulares, os privilégios e imunidades consulares são distintos e menos amplos do que os concedidos aos funcionários no exercício de funções diplomáticas. Os funcionários consulares gozam de inviolabilidade física e imunidade processual penal ou civil apenas no que se refere aos atos de ofício, isto é, os praticados no exercício das funções consulares. Somente podem ser detidos em caso de crime grave e com ordem judicial da autoridade competente.
Já os locais consulares - isto é, os edifícios e terrenos anexos que sejam utilizados exclusivamente para as finalidades da repartição consular - são invioláveis e gozam de imunidade tributária. As autoridades locais não podem ingressar na parte dos locais consulares que a repartição consular utilize exclusivamente para as necessidades de seu trabalho, a não ser com o consentimento do chefe da repartição consular.
Os arquivos e documentos consulares gozam de inviolabilidade absoluta, onde quer que estejam.